# Frederick Law Olmsted
Frederick Law Olmsted (26. dubna 1822 – 28. srpna 1903) byl americký architekt, publicista a ochránce přírody. Bývá nazýván otcem americké krajinářské architektury. Olmsted spolu se svým partnerem Calvertem Vauxem a dalšími navrhl mnoho známých městských parků, především Central Park a Prospect Park v New Yorku a Cadwalader Park v Trentonu. Jeho odkaz převzali jeho synové Frederick Jr a John C., kteří podnikali pod jménem Olmsted Brothers.
Olmsted byl také jedním z prvních a důležitých aktivistů v hnutí ochrany přírody; prosazoval ochranu Niagarských vodopádů, oblasti Adirondack ve státě New York a vznik národních parků. Hrál také významnou roli při organizování a poskytování lékařských služeb armádě Unie během americké občanské války.